# Stephen Graham Jones
Stephen Graham Jones (22 de enero de 1972) es un autor nativo americano de terror, novela policial y ciencia ficción. Ha publicado más de veinticinco libros y obtenido numerosos premios.
Actualmente es profesor de inglés en la Universidad de Colorado Boulder.

## Biografía
Stephen Graham Jones nació en Midland, Texas, el 22 de enero de 1972, hijo de Dennis Jones y Rebecca Graham. Es miembro activo de la tribu Pie Negro de la reserva india Blackfeet de Montana. Se casó con su esposa Nancy en 1995 y juntos tienen un hijo.
Jones recibió su licenciatura en Filosofía e Inglés de la Universidad Tecnológica de Texas en Lubbock, Texas en 1994. Luego pasó a obtener su Maestría en Artes en Inglés de la Universidad del Norte de Texas en Denton, Texas en 1996. Completó su doctorado en 1998 en la Universidad Estatal de Florida en Tallahassee, Florida.

## Carrera de escritor
Mientras asistía a la universidad, su director de tesis le presentó a la editora de Houghton-Mifflin, Jane Silver, en una conferencia. Jones le presentó la idea de una novela que aún no había escrito y a Silver le gustó la propuesta. El libro fue The Fast Red Road, y se publicó como su primera novela en 2000. Le siguió All the Beautiful Sinners en 2003.
En 2002, Jones ganó una beca de ficción del National Endowment for the Arts. En 2006, ganó el premio "Jesse Jones de ficción" del Instituto de Letras de Texas por su colección de cuentos Bleed Into Me.
En 2017 ganó el premio Bram Stoker de ficción larga por la novela Mapping the Interior.
Su novela de 2020, El único indio bueno volvió a darle un Premio Bram Stoker y también ganó el premio Ray Bradbury, el NEA Fellowship in Fiction, el Jesse Jones de ficción, el Independent Publishers Award for Multicultural Fiction y el This Is Horror Award.
Su siguiente novela, My Heart is a Chainsaw, también ganó el premio Bram Stoker de novela en 2021.

## Temas y estilo
Jones ha reconocido una deuda con los escritores nativos americanos, especialmente con Gerald Vizenor, quien escribió el elogio del debut de Jones, The Fast Red Road. La académica Cathy Covell Waegner describe su trabajo como una mezcla de elementos de "oscura alegría, inventiva narrativa y mezcla de géneros".
Otros estudiosos, como Joseph Gaudet, han citado sus escritos como "posirónicos" o representativos de la "Nueva sinceridad" de David Foster Wallace, un enfoque literario "que surge en respuesta al cinismo, el desapego y la alienación que muchos consideraban que definían el canon posmoderno", buscando en cambio "abrazar más claramente la moralidad, la sinceridad y un 'ethos de creencia'. Su octava novela, Ledfeather, que el mismo Jones ha reconocido como el más maduro de sus libros, se utiliza como ejemplo de esto.

## Trabajos seleccionados

### Libros publicados en español
- Mi corazón es una motosierra (2023)
- La noche de los maniquíes (2022)
- El único indio bueno (2021)
- Mestizos (2019)

### Bajo el seudónimo de PT Jones
- P.T. Jones; Paul Tremblay (2014). Floating Boy and the Girl Who Couldn't Fly.

### Historietas
- Earthdivers (2022)
- Dear Final Girls (2019)